# Socalchemmis dolichopus
Socalchemmis dolichopus är en spindelart som först beskrevs av Chamberlin 1919.  Socalchemmis dolichopus ingår i släktet Socalchemmis och familjen Tengellidae. Inga underarter finns listade i Catalogue of Life.